# 불가리아의 부흥을 위한 대안
불가리아의 부흥을 위한 대안(불가리아어: Алтернатива за българско възраждане, АБВ; Alternativa za balgarsko vazrazhdane)은 2014년 불가리아에서 만들어진 사회민주주의 정당이다.